# هي شين
هي شين (بالصينية: 和鑫) هو لاعب كرة قدم صيني، ولد في 18 أبريل 1998.

## وصلات خارجية
- هي شين على موقع قاعدة بيانات كرة القدم.إي يو (الإنجليزية)
- هي شين على موقع Soccerway.com (الإنجليزية)
- هي شين على موقع عالم كرة القدم.نت (الإنجليزية)